# Морфо анаксибия
Морфо анаксибия (лат. Morpho anaxibia) — бабочка из семейства Nymphalidae.

## Распространение
Вид встречается в Бразилии в штатах Риу-Гранди-ду-Сул и Санта-Катарина.
Время лёта с конца января по середину февраля, иногда - по март.

## Описание
Размах крыльев 140—160 мм. Самка морфо анаксибии имеет голубые крылья с коричневым окаймлением; на крыльях имеются жёлтые точки. Верхняя сторона крыльев самца голубого цвета с тёмными кончиками на передних крыльях и также тёмной тонкой полоской на передних крыльях возле их наружного края. Нижняя сторона крыльев несёт на себе рисунок из коричневого и серого цветов, подражающий сухому листу.